# Едґар Ланґевельдт
Едґар Ланґевельдт (англ. Edgar Langeveldt; нар. 1969) — зімбабвійський комік, співак і актор.

## Біографія
Едґар Ланґевельдт народився 1969 року. Вивчав право та політологію.
У Зімбабве він насамперед відомий своїми виступами як стендап-комік. З 2001 року Лангевельдт багато працює і подорожує за межами Зімбабве через політичну ситуацію, що склалася під час правління президента Мугабе. В результаті він все ще широко відомий і в Південній Африці.
У своїх виступах він звертається до таких тем, як протиріччя, соціальні зловживання та соціальна несправедливість. Він висміює як свою, так і інші спільноти. У цій професії він пише власні тексти. У 2001 році він зіграв другорядну роль у бойовику "High Explosive". Крім того, він також є співаком.
У 2005 році він був відзначений нагородою Принца Клауса від Нідерландів у номінації "Гумор і сатира" за свою роль стендап-коміка.
Як співак він виграв конкурс Carnivore Lyrics Contest у 2011 році. Цю нагороду він розділив з письменницею Пенні Лендрум.